# Willibald Schmaus
Willibald Schmaus (16 giugno 1912 – 27 aprile 1979) è stato un calciatore austriaco naturalizzato tedesco, di ruolo difensore.

## Carriera
Fece parte della squadra austriaca ai Mondiali del 1934 e di quella tedesca ai Mondiali del 1938.

## Palmarès

### Club

#### Competizioni nazionali
- Campionato austriaco: 3

First Vienna: 1932-1933, 1941-1942, 1942-1943
- Coppa d'Austria: 1

First Vienna: 1936-1937

#### Competizioni internazionali
- Coppa dell'Europa Centrale: 1

First Vienna FC: 1931